# Kariyappanahalli, Sidlaghatta
Kariyappanahalli là một làng thuộc tehsil Sidlaghatta, huyện Chikkaballapur, bang Karnataka, Ấn Độ.